# Sarah Brown (modella)
Sarah Brown, nome d'arte di Marie-Florentine Roger o Royer (Parigi, 1869 – Parigi, 12 febbraio 1896), è stata una modella francese, nota anche col soprannome francese di Sarah Larousse ("Sarah la rossa" in italiano).

## Biografia
Poco si sa della sua vita, ma Marie-Florentine Roger nacque a Parigi nel 1869 e intraprese giovanissima la carriera di modella, essendo dotata di una bellezza naturale. Scelse per sé un nome artistico spiccatamente inglese per le sue caratteristiche fisiche tipiche dei paesi del nord, con lunghi capelli rossi e la pelle molto chiara che interpretavano appieno il gusto dei preraffaelliti, ma anche in omaggio alla sua attrice preferita, Sarah Bernhardt; secondo altre fonti, invece, si trattava veramente di una modella di origini inglesi emigrata in seguito in Francia, che aveva per nome Lili White.
Si distinse come modella per pittori e scultori nella società bohemièn degli anni '90 dell'Ottocento, al punto da divenire nota anche col soprannome di "regina di Boemia". Da modella posò tra gli altri per Jules Joseph Lefebvre, Georges-Antoine Rochegrosse, Frederick William MacMonnies e Robert Henri, ma entrò in contatto anche col mondo della letteratura e della cultura del fin de siècle francese, frequentando personaggi come Paul Verlaine. Di lei disse il pittore inglese sir William Rothenstein: "Sarah era di bella presenza nella sua figura, con un seno piccolo ed un'unità cremosa degna del Tiziano". Lo scrittore statunitense W.C. Morrow scrisse di lei: "È un'amante che passa da un pittore ad un altro, e vive e regna come una regina. Impulsiva, testarda, appassionata, fa le cose più spericolate. Ma nessuno può resistere a Sarah.

### Il caso delBal des Quat'z'Artsdel 1893
Divenne particolarmente nota nel 1893 quando venne arrestata per atti osceni in luogo pubblico, processata dal giudice René Bérenger ed infine multata della considerevole cifra di 100 franchi e sei mesi di prigione per aver posato completamente nuda per impersonare Cleopatra in occasione del Bal des Quat'z'Arts di Parigi che si tenne in quello stesso anno. Durante la difesa, Sarah disse che il suo modo di posare per gli artisti era il medesimo con cui aveva realizzato la serata e dunque non comprendeva la differenza nel fare arte in un modo o nell'altro. Questo fatto provocò una delle più famose rivolte studentesche della fine del XIX secolo. A seguito del suo arresto in circa 2000 si mobilitarono per pagarle la multa necessaria ad essere rilasciata, ma gli animi si inasprirono ulteriormente quando si seppe di un suo tentativo di suicidio in cella. Nelle rivolte finì ucciso un uomo che nulla aveva a che vedere con la faccenda. Divenne per anni il simbolo della protesta giovanile e delle nuove generazioni contro il finto perbenismo della società parigina dell'epoca ed i suoi sostenitori girarono per le vie della capitale francese con delle foglie di fico sui cappelli a simboleggiare l'anti-storicità della censura, paragonando l'arresto di Sarah Brown alla volontà a fine Settecento di coprire le nudità delle statue greche e romane con foglie di fico appunto.
Quando venne rilasciata, la Brown continuò la sua carriera come modella ma visse perlopiù in semioscurità e morì di tubercolosi in Francia attorno al 12 febbraio 1896. Lo scrittore Paul Dollfuss che ebbe modo di incontrarla scrisse di lei: "è la modella più curiosa che si possa incontrare. Nella sua tormentata esperienza di vita vi sono stati solo tentativi di suicidio, fughe, eccessi di passioni..."